# فریدون توللی
فریدون تَوَلَّلی (۱۲۹۸، شیراز – ۹ خرداد ۱۳۶۴، تهران) شاعر، فعال سیاسی و باستان‌شناس ایرانی بود.

## زندگی‌نامه
فریدون توللی در شیراز به دنیا آمد.
پس از پایان دورهٔ آموزش‌های دبستانی و دبیرستانی در این شهر، وارد دانشگاه تهران شد و در سال ۱۳۲۰ در رشتهٔ زبان و ادبیات فارسی دانشکده ادبیات این دانشگاه فارغ‌التحصیل گردید. سپس به کار باستان‌شناسی روی آورد و تا امرداد ۱۳۳۲ چندی رئیس ادارهٔ باستان‌شناسی استان فارس بود. توللی، پس از شهریور ۱۳۲۰ وارد فعالیت‌های سیاسی شد و به نوشتن مقالات سیاسی در نشریات حزب توده و مجموعهٔ سیاسی طنزآمیزی با نام «التفاصیل» پرداخت. توللی پس از کودتای ۲۸ امرداد از فعالیت‌های سیاسی دست شست و در کتابخانهٔ دانشگاه پهلوی شیراز به کار مشغول شد. توللی بر اثر آشنایی با نیما یوشیج در شعر به‌شیوهً جدید گرایش یافت و به یکی از پیشروان آن تبدیل شد. دفترهای شعر «رها» و «نافه» او محصول همین دوران است. وی بعدها به مخالفت با فرم آزاد نیمایی پرداخت و مجموعه‌ای از غزل و قصیده به شیوهٔ قدیم را با نام «پویه» منتشر کرد.
توللی با زبان فرانسه آشنایی داشت و اشعاری از شاعران فرانسه‌زبان را به فارسی برگردانده‌است. او سرانجام پس از سال‌ها بیماری قلبی در سال ۱۳۶۴ درگذشت. همسر وی مهین توللی بود که از آن‌ها سه فرزند به نام‌های نیما و فریبا و رها به‌جای مانده‌است. توللی به‌خاطر علاقهٔ زیادش به نیما نام او را بر نخستین دختر خود می‌گذارد.
ویژه‌نامهٔ توللی در شمارهٔ هشتاد و پنج مجلهٔ بخارا با مقالاتی از محمدرضا شفیعی کدکنی، محمد افشین‌وفایی، مهدی فیروزیان، علی‌اکبر سعیدی سیرجانی و… در زمستان ۱۳۹۰ منتشر شده‌است.

## ویژگی اشعار توللی
شعر توللی عمدتاً شعری عاشقانه، رمانتیک و احساساتی است: با تصاویر، واژه‌ها و ترکیب‌های فریبندهٔ خوشاهنگ، که با بیان شاعرانهٔ احساسات فردی، بیش از هر چیز از کامجویی‌های جسمانی سخن می‌گوید؛ و توفیق وی در شاعری، به‌سبب همین شعرهاست. توللی در سرودن شعر عاشقانه به شیوهٔ نو، روزگاری پیشرو و نظریه‌پرداز بوده‌است و در این زمینه سهم بزرگی دارد.

## دفترهای شعر
- التفاصیل (۱۳۲۴)
- رها (۱۳۲۹)
- کاروان (۱۳۳۱)
- نافه (۱۳۴۰)
- پویه (۱۳۴۵)
- شگرف (۱۳۵۳)
- بازگشت (۱۳۶۹)
- کابوس (۱۳۸۶)